# Kommandostab Reichsführer-SS
Kommandostab Reichsführer-SS («قيادة الأركان لرايخ فوهرر-إس إس») منظمة شبه عسكرية داخل شوتزشتافل لألمانيا النازية تحت السيطرة الشخصية لهينريش هيملر، رئيس شوتزشتافل. تأسست في عام 1941، قبل الغزو الألماني للاتحاد السوفيتي، وكانت تتألف من قوات الأمن التابعة لفافن إس إس المنتشرة في الأراضي المحتلة.

## الوظيفة
تم تشكيل المنظمة في 7 أبريل 1941 من قوات فافن إس إس كـ «طاقم خاص» (Eintzatsstab)، تقدم تقاريرها مباشرة إلى زعيم الرايخ إس إس هاينريش هيملر. تم تعيينه رسميًا باسم Kommandostab Reichsführer-SS في 6 مايو.  لرئاسة المنظمة، عين هيملر ضابطًا في الجيش Kurt Knoblauch [الألمانية]
 الذي شغل منصب رئيس الأركان للوحدات.  كان الغرض من التكوين هو إجراء «عمليات تهدئة» في المناطق الخلفية لمجموعة الجيوش والأراضي التي يديرها المدنيون (مفوضية الرايخ). 
قبل بدء غزو الاتحاد السوفيتي في يونيو 1941، شملت التشكيلات تحت قيادة كوماندوستاب كتيبتين المشاة إس إس (1 و2) وفوجي الفرسان الذين جمعا في <a href="./%D9%84%D9%88%D8%A7%D8%A1%20%D8%A7%D9%84%D9%81%D8%B1%D8%B3%D8%A7%D9%86%20%D8%A5%D8%B3%20%D8%A5%D8%B3" rel="mw:WikiLink">لواء الفرسان إس إس</a>، يبلغ مجموعها حوالي 25000 من قوات فافن-إس إس.  كانت وحداتها الفردية تابعة لقادة قوات الأمن العليا والشرطة المحليين (HSSPFs) واستخدمت في قتل اليهود وغيرهم من «غير المرغوب فيهم»، بالإضافة إلى توفير أمن المنطقة الخلفية. في وظيفتها السابقة، كانت أنشطة الوحدة لا يمكن تمييزها عن فرق الموت المتنقلة أينزاتسغروبن وفرق الشرطة، مثل <a href="./%D9%81%D9%88%D8%AC%20%D8%A7%D9%84%D8%B4%D8%B1%D8%B7%D8%A9%20-%20%D8%A7%D9%84%D9%88%D8%B3%D8%B7" rel="mw:WikiLink">فوج الشرطة - الوسط</a>.  وصف المؤرخ يهوشوا بوشلر التكوينات تحت قيادة كوماندوستاب بأنها «كتائب القتل الشخصية لهيملر». 

## تشكيلات تابعة
- <a href="./%D9%84%D9%88%D8%A7%D8%A1%20%D8%A7%D9%84%D9%81%D8%B1%D8%B3%D8%A7%D9%86%20%D8%A5%D8%B3%20%D8%A5%D8%B3" rel="mw:WikiLink">لواء الفرسان إس إس</a>
- <a href="./%D9%84%D9%88%D8%A7%D8%A1%20%D8%A7%D9%84%D9%85%D8%B4%D8%A7%D8%A9%20%D8%A5%D8%B3%20%D8%A5%D8%B3%20%D8%A7%D9%84%D8%A3%D9%88%D9%84" rel="mw:WikiLink">لواء المشاة إس إس الأول</a>
- لواء المشاة إس إس الثاني

### اقتباسات
1. 1 2  Browning 2002.
2. ↑  Hale 2011.
3. 1 2 3  Förster 2002.